# Ral·li Rías Baixas
El Ral·li Rías Baixas és una prova de ral·li que es realitza anualment, des de 1963, entorn de la ciutat gallega de Vigo. Ha estat habitualment puntuable pel Campionat d'Espanya de Ral·lis d'Asfalt i està organitzat per l'Escudería Rías Baixas.
Els pilots amb un nombre més gran de victòries són Miguel Ángel Fuster i Germán Castrillón amb quatre victòries cadascú, si bé les de Fuster tene el valor afegit de que han estat totes en edicions puntuables pel campionat nacional.

## Palmarès
| Any  | Pilot                  | Copilot                   | Vehicle                 | Camp.         | Ref.   |
| ---- | ---------------------- | ------------------------- | ----------------------- | ------------- | ------ |
| 1963 | Antonio Peixinho       |                           | Austin Cooper           |               |        |
| 1964 | Jorge Soromenho        |                           | Porsche 356 Super 90    |               |        |
| 1965 | Américo Nunes          |                           | Porsche 904 GTS         |               |        |
| 1966 | Francisco Ramaozinho   | Antionio Morais           | Morris Cooper S         | Esp           |        |
| 1967 | Bernard Tramont        | Ricardo Muñoz             | Alpine A110 1300        | Esp           |        |
| 1968 | Juan Fernández         | Artemio Eche              | Porsche 911 R           | Esp           |        |
| 1969 | José María Palomo      | Juan Antonio Conde        | Porsche 911 RS          | Esp           |        |
| 1970 | Manuel Juncosa         | Artemio Eche              | Fiat Abarth 2000 OT     | Esp           |        |
| 1971 | Eladio Doncel          | Juan Antonio Conde        | Porsche 911 S           | Esp           |        |
| 1972 | Estanislao Reverter    | Antonio Reverter          | Alpine-Porsche T        | Esp           |        |
| 1973 | Estanislao Reverter    | Antonio Reverter          | Alpine-Porsche T        | Esp           |        |
| 1974 | Marc Etchebers         | Marie-Christine Etchebers | Porsche Carrera         |               |        |
| 1975 | No es disputà          | No es disputà             | No es disputà           | No es disputà |        |
| 1976 | No es disputà          | No es disputà             | No es disputà           | No es disputà |        |
| 1977 | Antonio Freire         | Miguel Brasa              | Ford Escort RS          |               |        |
| 1978 | Rafa Cid               | Venancio González         | Ford Fiesta 1.300       |               |        |
| 1979 | Marc Etchebers         | Marie-Christine Etchebers | Porsche Carrera RS      | Esp           |        |
| 1980 | Marc Etchebers         | David Valverde            | Porsche Carrera RS      | Esp           |        |
| 1981 | Beny Fernández         | José Luis Sala            | Porsche 911 SC          |               |        |
| 1982 | Beny Fernández         | José Luis Sala            | Porsche 911 SC          | Esp           |        |
| 1983 | Beny Fernández         | José Luis Sala            | Porsche 911 SC          |               |        |
| 1984 | Gerard de la Casa      | Andreu Ribolleda          | Renault 5 Turbo         |               |        |
| 1985 | Urbano Villanueva      | José Alonso               | Renault 5 Turbo         |               |        |
| 1986 | Carlos Alonso Lamberti | Víctor Rodríguez          | Opel Manta 400          |               |        |
| 1987 | Carlos Alonso Lamberti | V. Jiménez                | Opel Manta 400          |               |        |
| 1988 | Medardo Pérez          | Juan José Alonso          | Lancia Rallye 037       |               |        |
| 1989 | Jose María Ponce       | Gaspar León               | BMW M3                  |               |        |
| 1990 | Germán Castrillón      | Estrella Castrillón       | Ford Sierra RS Cosworth |               |        |
| 1991 | Juan Carlos González   | Gustavo Piñeiro           | BMW M3                  |               |        |
| 1992 | Germán Castrillón      | José Manuel López         | Ford Sierra RS Cosworth |               |        |
| 1993 | Germán Castrillón      | José Manuel López         | Ford Sierra RS Cosworth | Esp           |        |
| 1994 | Borja Moratal          | Alfredo Rodriguez         | Peugeot 306 S16         | Esp           |        |
| 1995 | Germán Castrillón      | José Manuel López         | Ford Sierra RS Cosworth |               |        |
| 1996 | Sergio Vallejo         | Diego Vallejo             | Citroën ZX 16V          | Esp           |        |
| 1997 | Jaime Azcona           | Julius Billmaier          | Peugeot 306 Maxi        | Esp           |        |
| 1998 | No es disputà          | No es disputà             | No es disputà           | No es disputà |        |
| 1999 | Jesús Puras            | Marc Martí                | Citroën Xsara Kit Car   | Esp           |        |
| 2000 | Luís Monzón            | José Carlos Déniz         | Peugeot 306 Maxi        | Esp           |        |
| 2001 | Luís Monzón            | José Carlos Déniz         | Peugeot 306 Maxi        | Esp           |        |
| 2002 | Jesús Puras            | Carlos del Barrio         | Citroën Xsara WRC       | Esp           |        |
| 2003 | Miguel Ángel Fuster    | José Vicente Medina       | Citroën Saxo Kit Car    | Esp           | [ 3 ]  |
| 2004 | Joan Vinyes            | Xavi Lorza                | Peugeot 206 S1600       | Esp           |        |
| 2005 | Dani Sordo             | Carlos del Barrio         | Citroen C2 S1600        | Esp           |        |
| 2006 | Miguel Ángel Fuster    | José Vicente Medina       | Renault Clio S1600      | Esp           |        |
| 2007 | Alberto Hevia          | Alberto Iglesias          | Volkswagen Polo S2000   | Esp           |        |
| 2008 | Enrique García Ojeda   | Jordi Barrabés            | Peugeot 207 S2000       | Esp           |        |
| 2009 | Miguel Ángel Fuster    | José Vicente Medina       | Porsche 911 GT3         | Esp           |        |
| 2010 | Alberto Hevia          | Alberto Iglesias          | Škoda Fabia S2000       | Esp           |        |
| 2011 | Xevi Pons              | Álex Haro                 | Ford Fiesta S2000       | Esp           | [ 4 ]  |
| 2012 | Alberto Meira          | Álvaro Bañobre            | Mitsubishi Lancer Evo X | Esp           |        |
| 2013 | Sergio Vallejo         | Diego Vallejo             | Porsche 997 GT3         | Esp           |        |
| 2014 | Sergio Vallejo         | Diego Vallejo             | Porsche 911 GT3         | Esp           |        |
| 2015 | Miguel Ángel Fuster    | Ignacio Aviñó             | Porsche 997 GT3         | Esp           | [ 5 ]  |
| 2016 | No es disputà          | No es disputà             | No es disputà           | No es disputà |        |
| 2017 | No es disputà          | No es disputà             | No es disputà           | No es disputà |        |
| 2018 | Manuel Fernández       | Álex Cid                  | Renault Clio N5         |               |        |
| 2019 | Víctor Senra           | David Vázquez             | Citroën C3 R5           |               | [ 6 ]  |
| 2020 | No es disputà          | No es disputà             | No es disputà           | No es disputà | [ 7 ]  |
| 2021 | José Antonio Suárez    | Alberto Iglesias          | Škoda Fabia Rally2      |               | [ 8 ]  |
| 2022 | Víctor Senra           | David Vázquez             | Škoda Fabia Rally2      | Esp           | [ 9 ]  |
| 2023 | José Antonio Suárez    | Alberto Iglesias          | Škoda Fabia Rally2      | Esp           | [ 10 ] |
| 2024 | Diego Ruiloba          | Ángel Vela                | Citroën C3 Rally2       | Esp           | [ 11 ] |